# 西溪镇
西溪镇是中国浙江省永康市所辖的一个镇，位于永康市东部，与龙山镇、古山镇、方岩镇、舟山镇以及磐安县、东阳市相接壤。

## 行政区划
西溪镇下辖以下地区：
西溪社区、柏岩社区、棠溪社区、西溪村、下里村、桐塘村、上塘头村、寺口村、西山村、石江村、玉川村、马坞村、金园村、上坛村、西塘村、青山口村、丁坑村、莲屋村、洪塘村、潘坑村、大川村、寨口村、柏东村、柏西村、上卢村、下赵村、下徐村、董坑村、孔村、贾处村、黄溪滩村、壶坑洞村、上马横沿村、楼山坑村、柘溪村、棠溪村、上弄口村、道门村、上徐村、尚黄桥村、义门村、百念秤村、上马村、上蒋村和后岗头村。